# أسماء بنت أنس بن مدرك
أسماء بنت أنس بن مدرك الخثْعمية هي زوجة خالد بن الوليد، وأم أولاده: المهاجر، وعبد الله، وعبد الرحمن. لا يعلم عن حياتها شيئا وهل هي أسلمت مع خالد بن الوليد في السنة السابعة الهجرية أم إنها توفيت قبل ذلك. وهي ابنت أنس بن مدرك الخثعمي.

## النسب
أسماء بنت أنس بن مدرك ابن كعيب بن عَمْرو بن سعد بن عَوْف بن العَتِيك بن حارثة بن عامر بن تَيْم الله - اللات - بن مُبَشِّر بن أَكْلَب بن ربيعة بن عِفْرس بن جلف بن أفتل وهو خثعم بن أنمار.

### أبنائها
- المهاجر بن خالد بن الوليد: له إدارك لعصر النبوة وهو غلام، شهد مع والده فتوح الشام في خلافة عمر، وشهد مع علي بن أبي طالب حروبه، وفقئت عينه يوم الجمل وقتل في يوم صفين.[6][7]
- عبد الله بن خالد بن الوليد: له إدراك، شهد مع أبيه اليرموك وقتل فيها.[8]
- عبد الرحمن بن خالد: عده ابن سعد من الطبقة الأولى في التابعين، وقيل له صحبة، شهد مع أَبيه في فتح الشام، وكان معاوية يستعمله على غزو الروم في خلافة عمر.[9] ولاه عثمان بن عفان ولاية حمص، وشهد مع معاوية حرب صفين ضد الخليفة علي بن أبي طالب.[10]